# Misserode
Misserode ist ein weilerartiger Ortsteil von Schimberg im Landkreis Eichsfeld in Thüringen.

## Lage
Misserode liegt zwei Kilometer westlich von Ershausen in einer Senke des Misseröder Kalkrücken (Sickeröder Berg: 386,6 m im Westen und Paulitzkopf: 372,3 m im Osten) im kupierten landwirtschaftlichen Gebiet des Südeichsfeldes. Über die Kreisstraße 114 ist der Ort über die Landesstraßen 2027 und 1007 mit den umliegenden Ortschaften angeschlossen.

## Geschichte
Als Mißenrode wurde der Ort 1479 erstmals urkundlich erwähnt. Zuerst wurde Sumpf trockengelegt, dann wurde aufgebaut. Daher auch der Name, Misse hieß Sumpf. Dieses Dorf gehörte zum Amt Bischofstein und wurde in der Vergangenheit dreimal aufgebaut. 2012 wohnten im Weiler 45 Personen.

## Sehenswertes
- kleine Kirche „AllerHeiligen“ von 1905
- ein Sühnekreuz aus Sandstein wurde im Ort wieder aufgestellt
- ein Steinbruch bei Misserode soll als geologisches Naturdenkmal zur Darstellung der geologischen Struktur der Eichenberg–Gotha–Saalfelder Störungszone vorgeschlagen werden.